# Bayárcal (kommun)
Bayárcal är en kommun i Spanien.   Den ligger i provinsen Provincia de Almería och regionen Andalusien, i den södra delen av landet, 400 km söder om huvudstaden Madrid. Antalet invånare är 376. Arean är 37 kvadratkilometer. Bayárcal gränsar till Alcolea, Nevada, Ferreira, Dólar, Huéneja och Paterna del Río. 
Terrängen i Bayárcal är bergig.